# Brian Anderson (baseball, 1982)
Pour les articles homonymes, voir Brian Anderson et Anderson.
Brian Nikola Anderson (né le 11 mars 1982 à Tucson, Arizona, États-Unis) est un ancien voltigeur de baseball ayant évolué en Ligue majeure de 2005 à 2009.

## Carrière

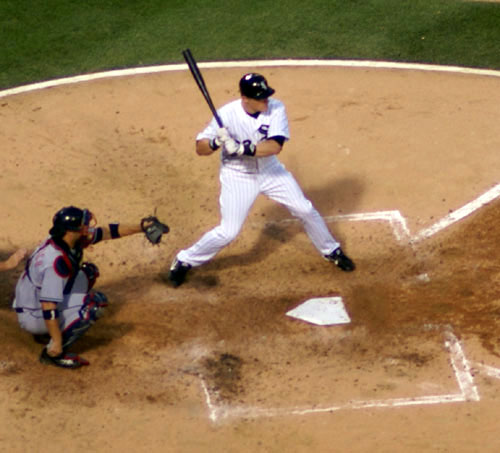
Brian Anderson au bâton en 2008 contre Cleveland.

Après quatre saisons et demie avec les White Sox de Chicago, pour qui il a fait ses débuts en 2005, Anderson est échangé aux Red Sox de Boston le 27 juillet 2009 en retour de Mark Kotsay et d'une somme d'argent.
Il rejoint les Royals de Kansas City le 23 décembre 2009 mais ne joue pas pour cette équipe.
Le 7 avril 2012, il est mis sous contrat par les Rockies du Colorado.